# Anillo de hierro

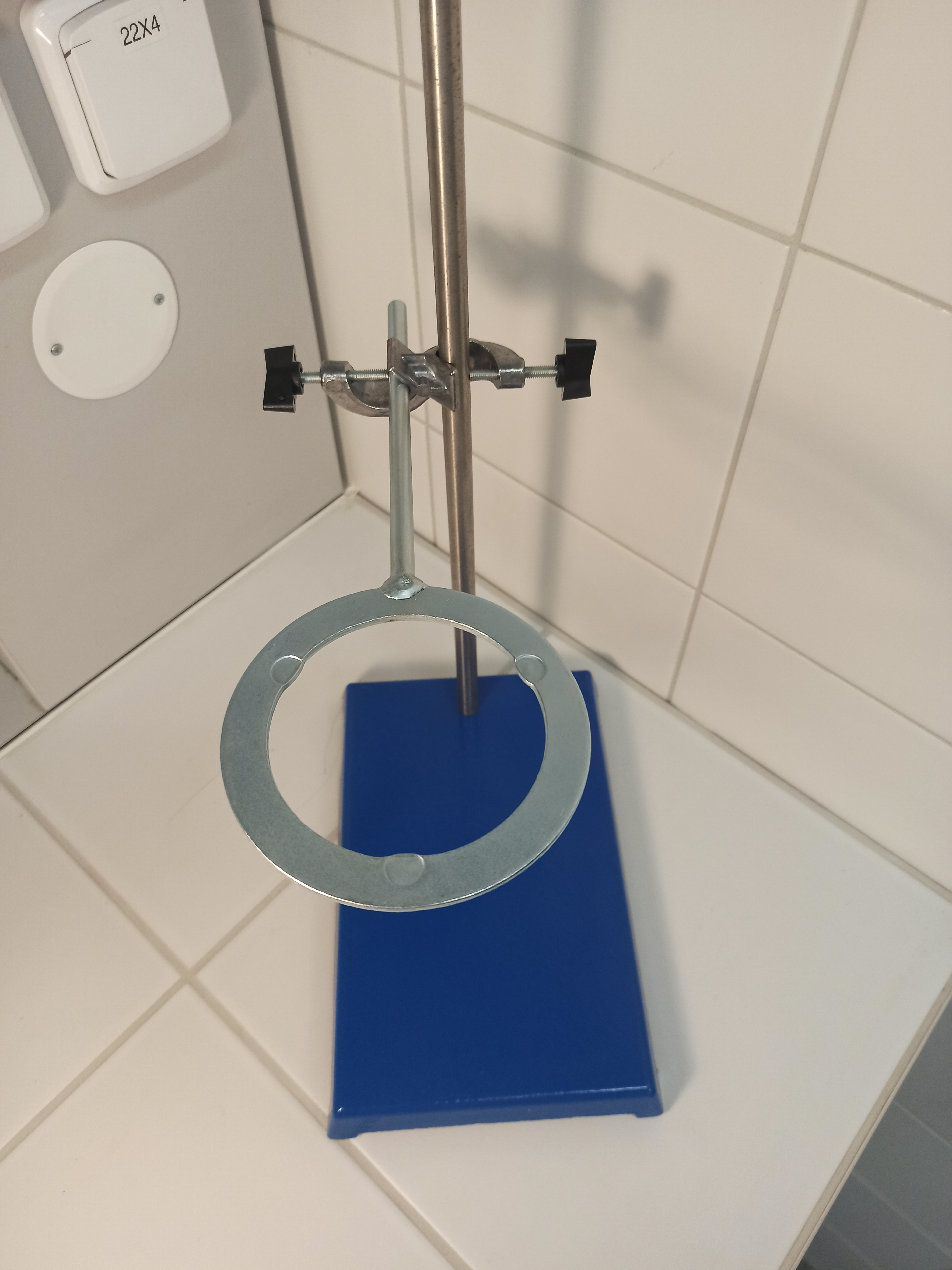
Anillo de hierro

El anillo de hierro es un material de laboratorio de metal de estructura circular y de hierro que se adapta al soporte universal. Sirve como soporte de otros utensilios como lo son los vasos de precipitados, embudos de decantación, etc. Se fabrican en hierro colado y se utilizan para sostener recipientes que van a calentarse a fuego directo. Funciona sobre todo con elementos químicos calentados al fuego o mediante procesos químicos para evitar quemaduras.
| AROS DE SOPORTE METÁLICOS Con o sin nuez | AROS DE SOPORTE METÁLICOS Con o sin nuez | AROS DE SOPORTE METÁLICOS Con o sin nuez | AROS DE SOPORTE METÁLICOS Con o sin nuez |
| Longitud                                 | Ø interno                                | Material                                 | Descripción                              |
| ---------------------------------------- | ---------------------------------------- | ---------------------------------------- | ---------------------------------------- |
| mm                                       | mm                                       |                                          |                                          |
| 200                                      | 70                                       | Acero 18/10                              | Sin nuez                                 |
| 220                                      | 100                                      | Acero 18/10                              | Sin nuez                                 |
| 220                                      | 120                                      | Acero 18/10                              | Sin nuez                                 |
| 200                                      | 70                                       | Acero galvanizado                        | Sin nuez                                 |
| 220                                      | 100                                      | Acero galvanizado                        | Sin nuez                                 |
| 220                                      | 130                                      | Acero galvanizado                        | Sin nuez                                 |
| 70                                       | 70                                       | Acero galvanizado                        | Con nuez                                 |
| 70                                       | 100                                      | Acero galvanizado                        | Con nuez                                 |
| 70                                       | 130                                      | Acero galvanizado                        | Con nuez                                 |